# Jacob Albert Strupler
Jacob Albert Strupler (* 3. Dezember 1839 in Pfyn; † 4. September 1911 Zürich) war ein Schweizer Ingenieur und Wegbereiter der Dampfkesselsicherheit.

## Leben
Nach der Matura an der Kantonsschule in Frauenfeld begann Jacob Albert Strupler im Wintersemester 1857/58 das Studium des Maschinenbaus an der Polytechnischen Schule Zürich. 1858 wurde er Mitglied des Corps Rhenania Zürich. 1860 schloss er das Studium mit dem Diplom als Maschinen-Ingenier ab.
Zunächst für anderthalb Jahre bei Ruef & Söhne in Burgdorf beschäftigt, war er bis Ende 1867 technischer Direktor der Berner Torfgesellschaft in Hagneck. Von 1868 bis 1872 war er Dampfschiffverwalter in Schaffhausen und von 1872 bis 1874 Dampfschiffverwalter der 
Vereinigten Dampfschiffgesellschaften des Vierwaldstättersees, wo unter seiner Leitung die Raddampfer Germania und Italia in der Werft in Vitznau gebaut wurden. 1874 wurde er Oberingenieur des 1869 gegründeten Schweizerischen Vereins von Dampfkesselbesitzern, dem er technisch bis zu seinem Tod vorstand. Während seiner Amtszeit, in der sich die Anzahl der zu prüfenden Dampfkessel etwa verneunfachte, erwarb sich Strupler internationalen Ruf im Bereich des Betriebs und der Sicherheit von Dampfkesseln. Der Kesselspeisewasserpflege, insbesondere durch Zusatz von chemischen Hilfsmitteln, galt sein besonderes Augenmerk. Eine von ihm zu diesem Thema verfasste Abhandlung wurde in der Fachwelt als „sehr beachtenswerthe Schrift“ beurteilt. Er entwickelte einen Kohlenaufschütter zur Dampfkesselbefeuerung, den er 1882 zum Patent anmeldete. (D.R.P. 18718) Darüber hinaus stellte er theoretische Untersuchungen über den Indikator an.
Neben seiner Tätigkeit als Oberingenieur des Schweizerischen Vereins von Dampfkesselbesitzern war Strupler bis 1881 Berater der Dampfschiffahrt-Gesellschaft auf dem Vierwaldstättersee. Er gehörte dem Verwaltungsrat der Pilatus-Bahnen und der Vitznau-Rigi-Bahn an. Von 1878 bis 1888 war er zudem Mitglied des Ausschusses der Gesellschaft ehemaliger Polytechniker.

## Auszeichnungen
- Ehrendoktorwürde eines Dr. phil. h. c. der Universität Zürich („in Würdigung seiner vieljährigen, ausgezeichneten Leistungen als Oberingenieur des Schweizerischen Vereins von Dampfkesselbesitzern“)[5]

## Schriften
- Die Dampfkessel der Weltausstellung zu Paris 1878, nach einem Vortrag in der Verbands-Versammlung in Zürich, 1880